# 朝やけの詩
『朝やけの詩』（あさやけのうた）は、1973年に公開された熊井啓監督の日本映画である。
第24回ベルリン国際映画祭コンペティション部門で上映された。
同時上映は『二十歳の原点』。

## スタッフ
以下のスタッフ名はKINENOTEに従った。
- 監督 - 熊井啓
- 脚本 - 山内久、桂明子、熊井啓
- 製作 - 佐藤正之、椎野英之
- 撮影 - 岡崎宏三
- 美術 - 坂口武玄
- 音楽 - 松村禎三
- 録音 - 太田六敏
- 照明 - 榊原庸介
- 編集 - 中静達治

## キャスト
- 仲代達矢 - 作蔵[1]
- 北大路欣也 - 朝夫[1]、春子の恋人[3]
- 関根恵子 - 春子[1]、作蔵の娘[3]
- 佐分利信 - 稲城慎吾[1]
- 川上夏代 - 軍蔵の嬶(妻)[1]
- 近藤洋介 - 神山[1]
- 松本克平 - 与一[1]
- 高林由紀子[3]
- 蝦名由紀子 - 道子[1]
- 野中マリ子 - 為次の嬶(妻)[1]
- 檜よしえ  - まさ[1]
- 福田豊土 - 校長先生[1]
- 新田勝江 - まき[1]
- 山本清 - 直二郎[1]
- 成瀬昌彦 - 政春[1]
- 山崎直衛 - 組木[1]
- 川瀬裕之 - 和夫[1]
- 岩崎加根子 - 八重子[1]
- 牧よし子 - すみ[1]
- 村瀬幸子 - 綾[1]
- 竹内亨 - 飯沼[1]
- 信欣三 - 五味[1]
- 橋本功 - 田口記者[1]
- 永井智雄 - 塚越[1]
- 浜田寅彦 - 清川[1]
- 稲葉義男 - 虎平太[1]
- 三笑亭笑三 - 為次[1]
- 小林亘 - 軍蔵[1]
- 立花一男 - 音吉[1]
- 松野健一 - 嘉市[1]
- 大塚訓代 - 若い女中[1]
- 佐藤和男 - 慎吾の秘書[1]
- 秘好照果 - 老婆[1]
- 中村たつ - 中年の女[1]
- 菅井きん - おひで婆さん[1]